# Качество трудовой жизни
Качество трудовой жизни — обобщённое понятие, характеризующее удовлетворённость работников условиями и содержанием своей трудовой деятельности. Низкое качество рабочей жизни означает отчуждение работников в процессе производства и приводит к высокой текучести рабочей силы, снижению количества и качества производимой продукции. Государство активно участвует в повышении качества трудовой жизни путём создания соответствующих комитетов, информирования работодателей и профсоюзов, оказания экономической помощи предприятиям.
Включает в себя четыре основных взаимосвязанных аспекта: 
- экономический - удовлетворённость работников содержанием и оплатой труда;
- гуманистический - осмысленный и интересный труд работника;
- медико-профилактический - сохранение физической и интеллектуальной работоспособности работника;
- демократический - участие работника совместно с работодателем в процессах управления предприятием.